# Сибасаки, Гаку
Гаку Сибасаки (яп. 柴崎 岳 Сибасаки Гаку, 28 мая 1992) — японский футболист, полузащитник клуба «Касима Антлерс» и национальной сборной Японии.

## Карьера
Начал свою профессиональную карьеру в клубе «Касима Антлерс» из чемпионата Японии. В финале клубного чемпионата мира 2016 года Сибасаки отличился двумя забитыми голами в ворота мадридского «Реала». Однако, это не помогло его команде одержать победу, так как «Реал» победил со счётом (2:4).
31 января 2017 года Сибасаки в статусе свободного агента заключил контракт с клубом второго испанского дивизиона «Тенерифе». Соглашение было рассчитано на полгода и предусматривало возможность продления в случае выхода клуба в Примеру.
14 июля 2019 года Сибасаки перешёл в клуб «Депортиво Ла-Корунья», с которым заключил контракт на четыре года.
4 сентября 2020 года Сибасаки перешёл в клуб «Леганес», подписав трёхлетний контракт.

## Национальная сборная
В 2014 году сыграл за национальную сборную Японии 4 матча, в которых забил 1 гол.
Был включён в состав сборной на чемпионат мира 2022 в Катаре.

## Статистика за сборную
| 2014  | 4  | 1 |
| 2015  | 9  | 2 |
| 2017  | 1  | 0 |
| 2018  | 12 | 0 |
| 2019  | 19 | 0 |
| 2020  | 4  | 0 |
| 2021  | 6  | 0 |
| 2022  | 4  | 0 |
| Итого | 59 | 3 |

## Достижения
Командные
- Чемпион Японии: 2016
- Обладатель Кубка Джей-лиги (2): 2011, 2012
- Обладатель Кубка Императора: 2016
- Обладатель Кубка банка Суруга (2): 2012, 2013
- Финалист Клубного чемпионата мира: 2016

Индивидуальные
- Включён в сборную Джей-лиги: 2014

## Личная жизнь
16 июля 2018 года женился на певице и актрисе Эрине Мано.